# Miniac-sous-Bécherel
Miniac-sous-Bécherel település Franciaországban, Ille-et-Vilaine megyében. Lakosainak száma 788 fő (2022. január 1.). Miniac-sous-Bécherel La Baussaine, Bécherel, Cardroc, La Chapelle-Chaussée, Irodouër, Longaulnay, Romillé és Saint-Pern községekkel határos.

## Népesség
A település népességének változása:
| Lakosok száma | 612  | 527  | 516  | 648  | 744  | 755  | 774  | 792  | 795  | 788  |
|               | 1968 | 1982 | 1990 | 2006 | 2013 | 2015 | 2017 | 2019 | 2020 | 2022 |